# Giovan Battista Buzzi-Cantone
Giovan Battista Buzzi-Cantone (* 19. Februar 1825 in Gera Lario; † 17. Dezember 1898 in Berlin) war ein Schweizer Pädagoge und Herausgeber.

## Leben
Giovan Battista Buzzi-Cantone wurde in Gera Lario bei Como in Italien als Sohn von Antonio Buzzi-Cantone geboren.
Er diente als Soldat unter Giuseppe Garibaldi, 1849 floh er in den Kanton Tessin. Dort unterrichtete er von 1850 bis 1861 an der Sekundarschule in Curio und lehrte anschliessend Literatur am Gymnasium in Lugano. Nachdem die Konservativen die Macht übernommen hatten, verlor er 1877 seine Stelle und war in den folgenden Jahren an verschiedenen Privatschulen in Italien und in Lugano tätig.
1892 wurde er Rektor der städtischen Schulen von Lugano. Giovan Battista Buzzi-Cantone war verheiratet mit Maddalena, Tochter von Carlo Avanzini aus Curio. Von ihren Kindern sind namentlich bekannt:
- Alfredo Buzzi-Cantone (* 3. August 1854 in Curio; † 31. Oktober 1892 in Lugano), Mediziner; verheiratet mit Maria Bonardi aus Carlazzo
- Fausto Buzzi-Cantone (* 21. Mai 1858 in Curio; † 6. Januar 1907 in Novaggio), Mediziner und Politiker; verheiratet mit Marta Holtzendorff

### Schriftstellerisches Wirken
Giovan Battista Buzzi-Cantone war der Verfasser von patriotischen Gedichten und verschiedenen Novellen. Er veröffentlichte auch Artikel in der freisinnigen Zeitung Il Giovane Ticino und war von 1886 bis 1896 Herausgeber des Educatore della Svizzera italiana.